# Łukawiec (powiat rzeszowski)
Łukawiec – wieś w Polsce położona w województwie podkarpackim, w powiecie rzeszowskim, w gminie Trzebownisko.
| SIMC    | Nazwa          | Rodzaj    |
| ------- | -------------- | --------- |
| 0664384 | Jatki          | część wsi |
| 0664390 | Kłapówka       | część wsi |
| 0664409 | Łukawiec Dolny | część wsi |
| 0664415 | Łukawiec Górny | część wsi |
| 0664421 | Ulice          | część wsi |
| 0664438 | Zagrody        | część wsi |

Prywatna wieś szlachecka, położona w województwie ruskim, w 1739 roku należała wraz z folwarkiem do klucza Łąka Lubomirskich.
W latach 1954–1961 wieś należała i była siedzibą władz gromady Łukawiec, po jej zniesieniu w gromadzie Łąka, będąc jej siedzibą.  W latach 1975–1998 miejscowość należała administracyjnie do województwa rzeszowskiego.
Na terenie wsi znajdują się dwa domy ludowe, jeden wyremontowany po starym budynku przedszkola w Łukawcu Dolnym, drugi w Domu Strażaka w Łukawcu Górnym.
Wieś dzieli się na dwie parafie należące do dekanatu Rzeszów Północ, diecezji rzeszowskiej:
- parafia Miłosierdzia Bożego[7]
- parafia św. Piotra i Pawła[8]

Działające prężnie dwa Koła Gospodyń Wiejskich skupiają w swych szeregach najaktywniejsze mieszkanki wsi, organizujące zabawy taneczne i inne rozrywki w sołectwie. Rywalizują również w licznych konkursach organizowanych w gminie oraz poza jej granicami.
Sportowe atrakcje i możliwość aktywnego spędzenia czasu zapewnia Łukawski Klub Sportowy „ŁKS Łukawiec”, oraz place zabaw i siłownie znajdujące się we wsi.
Jednym z organizatorów życia wsi jest Ochotnicza Straż Pożarna.
Ośrodek Zdrowia zatrudnia jednego lekarza, dwie pielęgniarki oraz stomatologa. Znajduje się tam także dobrze wyposażony gabinet rehabilitacyjny.
Na terenie wsi znajduje się przedszkole, powstałe w 2015 roku oraz Zespół Szkół, w skład którego wchodzi szkoła podstawowa. W 2023 roku planowane jest otwarcie przedszkola Montessori w Łukawcu Górnym, w byłym budynku domu ludowego. 
Komunikację z Rzeszowem zapewnia MKS (Międzygminna Komunikacja Samochodowa) poprzez linie 221 i 222 obsługujące całą wieś.

## Klub ŁKS Łukawiec
W 2005 roku dzięki zaangażowaniu Bogdana Golonki - byłego prezesa zespołu, po 20 latach został reaktywowany w Łukawcu klub piłkarski pod nazwą Łukawski Klub Sportowy (ŁKS).